# Колодочка Леонід Олександрович
Леонід Олександрович Коло́дочка (нар. 31 липня 1946, Новоросійськ, Краснодарський край) — український зоолог, акаролог, доктор біологічних наук (1996), провідний науковий співробітник Інституту зоології НАН України. Вивчає кліщів родини Phytoseiidae, зокрема питання їх застосування для захисту рослин від шкідливих комах і кліщів. Описав більше 50 нових для науки видів цієї родини.

## Життєпис
У 1968 році закінчив кафедру зоології безхребетних біологічного факультету Київського державного університету. З 1971 року працює на різних посадах в Інституті зоології НАН України.

## Деякі найважливіші публікації

### Монографії
- Колодочка Л. А. Руководство по определению растениеобитающих клещей-фитосейид. — Киев: Наукова думка, 1978.— 79 с.
- Акимов И. А., Колодочка Л. А. Хищные клещи в закрытом грунте. — Киев: Наукова думка, 1993. — 144 с.
- Колодочка Л. А. Клещи-фитосейиды Палеарктики (Parasitiformes, Phytoseiidae): фаунистика, систематика, экоморфология, эволюция [Архівовано 19 серпня 2019 у Wayback Machine.] // Вестник зоологии. — 2006. — Отдельный выпуск № 21. — 248 с.
- Колодочка Л. А., Омери И. Д. Хищные клещи семейства Phytoseiidae (Parasitiformes) дендропарков и ботсадов Лесостепи Украины. — Киев — 2011. — 192 с.

### Статті
- Вайнштейн Б. А., Колодочка Л. А. Новые виды рода Anthoseius De Leon, 1959 (Parasitiformes, Phytoseiidae) // Зоологический журнал. — 1974. — Т. 53, вып. 4. — С. 628—632.
- Вайнштейн Б. А., Колодочка Л. А. Новый вид рода Phytoseius (Parasitiformes, Phytoseiidae) // Зоологический журнал. — 1976. — Т. 55, вып. 1. — С. 142—143.
- Колодочка Л. А. Особенности питания и яйцекладки некоторых видов хищных клещей–фитосейид (Parasitiformes, Phytoseiidae) // Экология. — 1977. — N2. — С. 103—106.
- Колодочка Л. А. Некоторые демографические показатели для двух видов хищных клещей–фитосейид (Parasitiformes, Phytoseiidae) // Экология. — 1978. — N4. — С. 62–65.
- Колодочка Л. А. Новые виды клещей–фитосейид из Крыма (Parasitiformes, Phytoseiidae) [Архівовано 3 вересня 2018 у Wayback Machine.] // Вестник зоологии. — 1979. — N2. — С. 8–13.
- Колодочка Л. А. Четыре новых вида клещей–фитосейид фауны СССР (Parasitiformes, Phytoseiidae) [Архівовано 2 вересня 2018 у Wayback Machine.] // Вестник зоологии. — 1979. — N5. — С. 32–40.
- Колодочка Л. А. Новые виды клещей–фитосейид фауны СССР (Parasitiformes, Phytoseiidae) [Архівовано 2 вересня 2018 у Wayback Machine.] // Вестник зоологии. — 1980. — N2. — С. 64–70.
- Колодочка Л. А. Новые клещи–фитосейиды (Parasitiformes, Phytoseiidae) Молдавии [Архівовано 2 вересня 2018 у Wayback Machine.] // Вестник зоологии. — 1980. — N4. — С. 39–45.
- Колодочка Л. А. Новые клещи–фитосейиды Крыма (Parasitiformes, Phytoseiidae). Сообщение I [Архівовано 2 вересня 2018 у Wayback Machine.] // Вестник зоологии. — 1981. — N1. — С. 18–22.
- Колодочка Л. А. Новые клещи–фитосейиды Крыма (Parasitiformes, Phytoseiidae). Сообщение II [Архівовано 2 вересня 2018 у Wayback Machine.] // Вестник зоологии. — 1981. — N5. — С. 16–20.
- Колодочка Л. А. Новые клещи–фитосейиды (Parasitiformes, Phytoseiidae) из Туркмении [Архівовано 3 вересня 2018 у Wayback Machine.] // Вестник зоологии. — 1982. — N6. — С. 7–13.
- Колодочка Л. А. Новый вид рода Chelaseius (Parasitiformes, Phytoseiidae) из Крыма // Зоологический журнал. — 1987. — Т. 66, вып. 5. — С. 773—775.
- Колодочка Л. А. Новые род и вид клещей семейства Phytoseiidae (Parasitiformes) [Архівовано 3 вересня 2018 у Wayback Machine.] // Вестник зоологии. — 1988. — N4. — С. 42–45.
- Колодочка Л. А. Новый вид рода Euseius (Parasitiformes, Phytoseiidae) // Систематика насекомых и клещей. — Л.: Наука, 1988. — С. 223—225 (Тр. ВЭО; Т. 70).
- Колодочка Л. А. Ревизия рода Pamiroseius (Parasitiformes, Phytoseiidae) // Энтомологическое обозрение. — 1989. — Т. 68, N1. — С. 221—229.
- Колодочка Л. А. Виды клещей–фитосейид (Parasitiformes, Phytoseiidae) фауны СССР, близкие к Amblyseius reticulatus (Oudemans) с описанием нового вида [Архівовано 2 вересня 2018 у Wayback Machine.] // Вестник зоологии. — 1989. — N2. — С. 12–18.
- Колодочка Л. А. Три новых вида клещей семейства Phytoseiidae (Parasitiformes) // Новости фаунистики и систематики, Киев: Наукова думка, 1990, С. 158—163.
- Denmark H.A., Kolodochka L.A. Revision of the genus Chelaseius Muma and Denmark (Acari: Phytoseiidae) // International Journal of Acarology[en]. — 1990. — V. 16, N4. — P. 219—233.
- Колодочка Л. А. Новые виды клещей–фитосейид рода Amblyseius (Parasitiformes, Phytoseiidae) [Архівовано 2 вересня 2018 у Wayback Machine.] // Вестник зоологии. — 1991. — N3. — С. 17–26.
- Колодочка Л. А. Новый подрод и два новых вида клещей семейства Phytoseiidae (Parasitiformes) с юга Украины [Архівовано 2 вересня 2018 у Wayback Machine.] // Вестник зоологии. — 1992. — N2. — С. 20–25.
- Колодочка Л. А. Новые виды рода Anthoseius (Parasitiformes, Phytoseiidae) из Крыма и Приморского края с переописанием A. rhenanus [Архівовано 2 вересня 2018 у Wayback Machine.] // Вестник зоологии. — 1992. — N6. — С. 19– 27.
- Колодочка Л. А. Новые виды клещей–фитосейид (Parasitiformes, Phytoseiidae) с переописанием Kuzinellus bregetovae [Архівовано 3 вересня 2018 у Wayback Machine.] // Вестник зоологии. — 1993. — N2. — С. 19–25.
- Колодочка Л. А., Бондаренко Л. В. Растениеобитающие клещи–фитосейиды Черноморского заповедника с описанием двух новых видов рода Amblyseius [Архівовано 2 вересня 2018 у Wayback Machine.] // Вестник зоологии. — 1993. — N4. — С. 32–38.
- Denmark H.A., Kolodochka L.A. Revision of the genus Indoseiulus Ehara (Acari: Phytoseiidae) // International Journal of Acarology[en]. — 1993. — V. 19, N3. — P. 249—257.
- Kolodochka L.A., Denmark H.A. A New Genus of Phytoseiid Mites (Acari: Phytoseiidae) // Журн. Украинского Энтомол. об–ва. — 1993 (1995). — 1, N3–4. — С. 19–26.
- Колодочка Л. А. Ревизия рода Eharius (Parasitiformes, Phytoseiidae) // Журн. Укр. Энтомол. об–ва. — 1993 (1995). — 1, N3–4. — С. 79–96.
- Колодочка Л. А. Ревизия рода Paragigagnathus (Parasitiformes, Phytoseiidae). Часть I. История и новая концепция рода // Журн. Украинского Энтомол. Об–ва. — 1994 (1995). — Т. 2, N1. — С.3–8.
- Колодочка Л. А. Ревизия рода Paragigagnathus (Parasitiformes, Phytoseiidae). Часть 2. Переописание видов // Журн. Украинского Энтомол. Об–ва. — 1994 (1996). — Т. 2, N2. — С.3– 20.
- Kolodochka L.A., Denmark H.A. Revision of the genus Okiseius Ehara (Acari: Phytoseiidae) // International Journal of Acarology[en]. — 1996. — V. 22, N4. — P. 231—251.
- Колодочка Л. А. Две новые трибы и основные результаты ревизии клещей–фитосейид Палеарктики (Phytoseiidae, Parasitiformes) с концепцией системы семейства [Архівовано 29 жовтня 2019 у Wayback Machine.] // Вестник зоологии. — 1998. — 32, N1–2. — С. 51–63.
- Колодочка Л. А. Переописание двух близких видов рода Typhlodromus (Parasitiformes, Phytoseiidae) [Архівовано 2 вересня 2018 у Wayback Machine.] // Вестник зоологии. — 2002. — 36, N3. — C. 15–23.
- Колодочка Л. А. Новый вид рода Typhlodromus (Parasitiformes, Phytoseiidae) из Украинских Карпат [Архівовано 2 вересня 2018 у Wayback Machine.] // Вестник зоологии. — 2002. — 36, N6. — С. 81–84.
- Колодочка Л. А. Новый вид рода Typhlodromus (Parasitiformes, Gamasina) из Юго-Восточной части Крыма [Архівовано 2 вересня 2018 у Wayback Machine.] // Вестник зоологии.— 2003. — 37 (2). — С. 77-79.
- Колодочка Л. А. Новый вид клещей-фитосейид рода Amblyseius (Parasitiformes, Phytoseiidae) из Крыма [Архівовано 12 березня 2022 у Wayback Machine.] // Вестник зоологии. — 2003. — 37 (5). — С. 73-76.
- Kolodochka L.A. A new species of the genus Kampimodromus (Parasitiformes, Phytoseiidae) from Ukraine and Moldova // Acarina. — 2003. — 11, 1 — P. 51–55.
- Kolodochka L. A., Hajiqanbar H., McMurtry J. A description of unknown male with a redescription of female of the rare phytoseiid mite Neoseiulus sugonjaevi (Wainstein et Abbasova, 1974) (Parasitiformes, Phytoseiidae) from Iran // Acarina. — 2003. — 11 (2). — P. 231—233.
- Kolodochka L.A. A new Species of the Genus Kampimodromus (Parasitiformes, Phytoseiidae) from Crimea // Acarina. — 2005. — 13 (1). — P. 23–27.
- Kolodochka L.A. A Review of Predaceous Mites of the Genus Typhloctonus (Parasitiformes, Phytoseiidae) in Ukraine with the Description of Unknown Male of T. tuberculatus [Архівовано 3 вересня 2018 у Wayback Machine.] // Vestnik Zoologii. — 2009, 43(6). — P. 481—494.
- Kolodochka L.A., Omeri I.D. A New Species Of Predaceous Mites Of The Genus Amblyseiella (Parasitiformes, Phytoseiidae) From Ukraine [Архівовано 2 вересня 2018 у Wayback Machine.] // Vestnik Zoologii. — 2010, 44(1). — P. 87–90.
- Kolodochka L. A., Gwiazdowicz D. J. A new species of predaceous mite of the genus Neoseiulus Hughes (Acari, Phytoseiidae), with redescriptions of N. magnanalis (Thor) and N. ellesmerei (Chant & Hansell), from Svalbard, High Arctic // Zootaxa. — 2014. — 3793, № 4. — P. 441—452.
- Kolodochka L. A., Bondarev V. Ju., Gwiazdowicz D. J. First record of the genus Typhloseiella (Acari, Phytoseiidae) in European area of Palearctic with description of a new species and redescription of T. perforata // Systematic and Applied Acarology. — 2015. — 20, N7. — 839—845.
- Kolodochka L. A., Gwiazdowicz D. J. Redescription of three species of phytoseiid mites (Parasitiformes, Phytoseiidae) from Poland // Acarologia. — 2016. — 56 (4) — P. 625—632.
- Kolodochka L. A., Bondarev V. Y. Two new species of the phytoseiid genus Neoseiulus (Acari: Mesostigmata) from Steppe zone of Ukraine // Acarologia. — 2017. — 57(4). — P. 1073—1078.
- Kolodochka L.A. Two new species of the genus Neoseiulus (Parasitiformes, Phytoseiidae) with redescriptions of N. bicaudus and N. micmac based on holotypes [Архівовано 20 вересня 2018 у Wayback Machine.] // Vestnik Zoologii. — 2018, 52(4). — P. 295–306.